# Рагби клуб Олимп Харков
Рагби клуб Олимп Харков је рагби јунион (рагби 15) клуб из Харкова. Петоструки је шампион Украјине, а играчи Олимпа чине окосницу украјинске рагби репрезентације.

## Успеси
Првенство Украјине у рагбију - 5
2006, 2008, 2009, 2010, 2011